# قانون مرتفعات الجولان

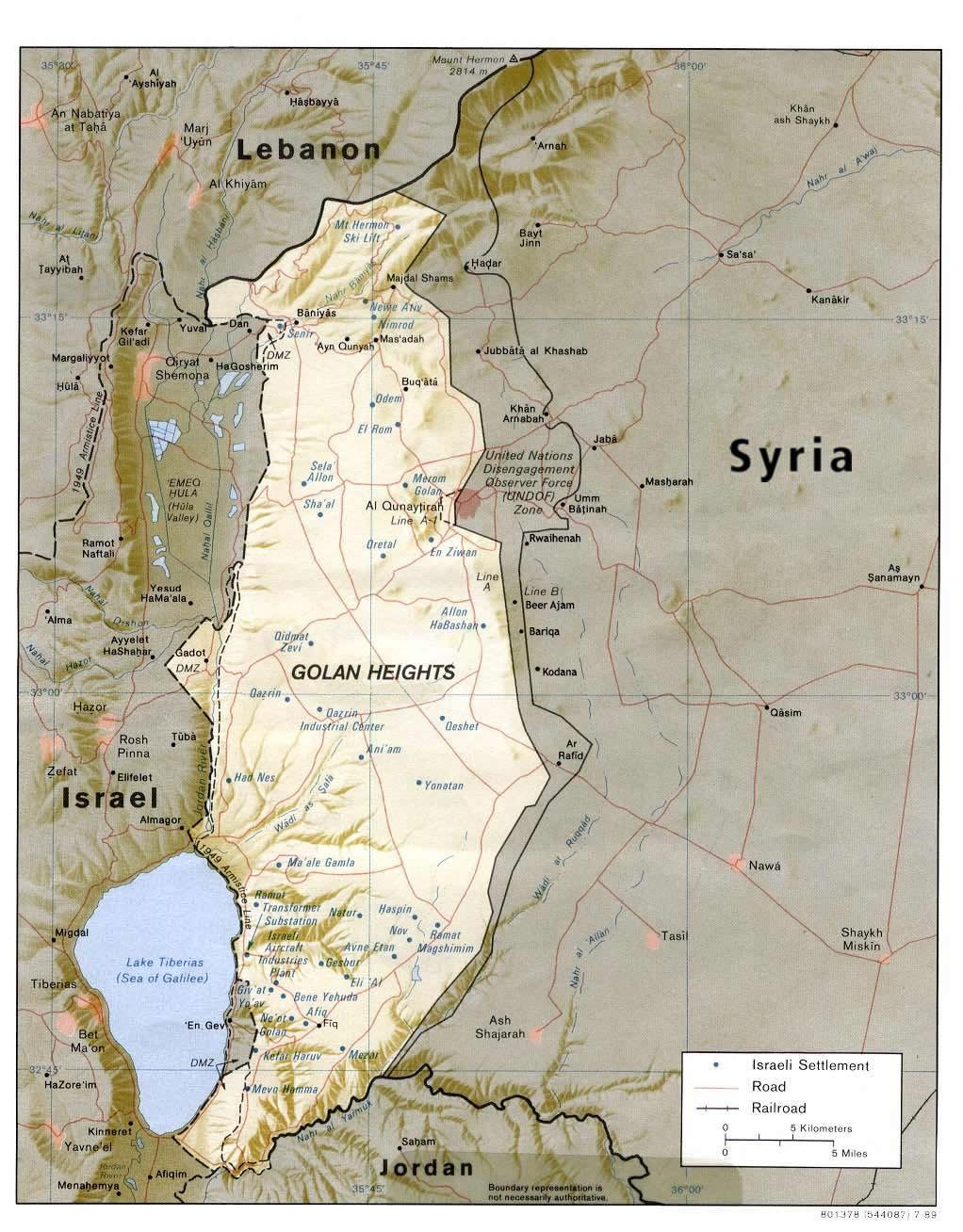

قانون مرتفعات الجولان هو قانون إسرائيلي يطبق على حكومة إسرائيل وقوانينها على مرتفعات الجولان. تم التصديق عليه من قبل الكنيست بأغلبية 63 صوتا مقابل 21 ضده، في 14 ديسمبر 1981. ومع أن القانون لم يستخدم هذا المصطلح، فقد اعتبره المجتمع الدولي وبعض أعضاء المعارضة الإسرائيلية ضمًا لهضبة الجولان.

## القانون
تم إقرار القانون بعد نصف عام من معاهدة السلام مع مصر والتي تضمنت الانسحاب الإسرائيلي من شبه جزيرة سيناء.
في فبراير 2018، صرح رئيس وزراء إسرائيل بنيامين نتانياهو أن «مرتفعات الجولان ستبقى إسرائيلية إلى الأبد»، بعد أن دعا منافسه السياسي يائير لبيد المجتمع الدولي إلى الاعتراف بالسيادة الإسرائيلية على مرتفعات الجولان قبل شهرين. في 25 مارس 2019، أصبحت الولايات المتحدة أول دولة كبرى تعترف بمرتفعات الجولان كأرض إسرائيلية.
فيما يلي الأحكام الثلاثة الواسعة في قانون مرتفعات الجولان:
1. «القانون والولاية القضائية وإدارة الدولة نافذة المفعول في مرتفعات الجولان، كما هو موضح في الجدول».
2. «سيبدأ سريان هذا القانون يوم قبوله في الكنيست».
3. «وزير الداخلية مكلف بتنفيذ هذا القانون، ويحق له، بالتشاور مع وزير العدل، سن لوائح لتنفيذه وصياغة لوائح بشأن الأحكام المؤقتة المتعلقة باستمرار تطبيق اللوائح، والتوجيهات الإدارية والحقوق والواجبات التي كانت سارية في مرتفعات الجولان قبل قبول هذا القانون».
وقعه:
- إسحاق نافون (الرئيس)
- مناحم بيجن (رئيس الوزراء)
- يوسف بورغ (وزير الداخلية)

تم تمرير القانون في الكنيست بأغلبية 63 صوتًا مقابل 21 ضده.

## الجدل
لم يتم الاعتراف بالقانون دوليًا وعُد باطلاً بموجب قرار مجلس الأمن رقم 497.
في 25 مارس 2019، اعترفت الولايات المتحدة بمرتفعات الجولان كأرض إسرائيلية ذات سيادة. بعد إعلان الولايات المتحدة، وضح الأمين العام للأمم المتحدة أنطونيو غوتيريش أن وضع الجولان لم يتغير.
على نحو غير عادي، تم إجراء جميع القراءات الثلاث في نفس اليوم. لقد انتقدت المعارضة من يسار الوسط هذا الإجراء بشدة. وبشكل كبير، تم انتقاد القانون بشكل رئيسي لأنه يحتمل أن يعيق المفاوضات المستقبلية مع سوريا.[بحاجة لمصدر]
وفي حين أن الجمهور الإسرائيلي عمومًا، ولا سيما منتقدي القانون، نظروا إليه كضم، إلا أن القانون يتجنب استخدام الكلمة. لقد رد رئيس الوزراء مناحم بيجن على انتقاد أمنون روبنشتاين بقوله «أنت تستخدم كلمة ضم أنا لا أستخدمها»، كما لاحظ أن صياغة مماثلة استخدمت في قانون صدر عام 1967 يسمح للحكومة بتطبيق القانون الإسرائيلي على أي جزء من أرض إسرائيل.[بحاجة لمصدر]